# Le Mesnil-Villeman
Le Mesnil-Villeman és un municipi francès situat al departament de la Manche i a la regió de Normandia. L'any 2007 tenia 225 habitants.

## Demografia

### Població
El 2007 la població de fet de Le Mesnil-Villeman era de 225 persones. Hi havia 104 famílies de les quals 36 eren unipersonals (12 homes vivint sols i 24 dones vivint soles), 36 parelles sense fills, 28 parelles amb fills i 4 famílies monoparentals amb fills.
La població ha evolucionat segons el següent gràfic:
Habitants censats

### Habitatges
El 2007 hi havia 171 habitatges, 102 eren l'habitatge principal de la família, 59 eren segones residències i 10 estaven desocupats. Tots els 171 habitatges eren cases. Dels 102 habitatges principals, 79 estaven ocupats pels seus propietaris i 23 estaven llogats i ocupats pels llogaters; 6 tenien dues cambres, 15 en tenien tres, 23 en tenien quatre i 58 en tenien cinc o més. 89 habitatges disposaven pel capbaix d'una plaça de pàrquing. A 53 habitatges hi havia un automòbil i a 42 n'hi havia dos o més.

### Piràmide de població
La piràmide de població per edats i sexe el 2009 era:
| Homes | Edats   | Dones |
| ----- | ------- | ----- |
| 0     | 95 o +  | 0     |
| 0     | 90 a 94 | 4     |
| 0     | 85 a 89 | 0     |
| 8     | 80 a 84 | 4     |
| 4     | 75 a 79 | 8     |
| 4     | 70 a 74 | 20    |
| 8     | 65 a 69 | 8     |
| 0     | 60 a 64 | 0     |
| 8     | 55 a 59 | 0     |
| 8     | 50 a 54 | 4     |
| 8     | 45 a 49 | 12    |
| 8     | 40 a 44 | 4     |
| 8     | 35 a 39 | 8     |
| 12    | 30 a 34 | 4     |
| 4     | 25 a 29 | 8     |
| 4     | 20 a 24 | 8     |
| 8     | 15 a 19 | 4     |
| 4     | 10 a 14 | 4     |
| 0     | 5 a 9   | 0     |
| 8     | 0 a 4   | 4     |

## Economia
El 2007 la població en edat de treballar era de 149 persones, 111 eren actives i 38 eren inactives. De les 111 persones actives 95 estaven ocupades (52 homes i 43 dones) i 16 estaven aturades (9 homes i 7 dones). De les 38 persones inactives 19 estaven jubilades, 8 estaven estudiant i 11 estaven classificades com a «altres inactius».

### Ingressos
El 2009 a Le Mesnil-Villeman hi havia 101 unitats fiscals que integraven 238 persones, la mediana anual d'ingressos fiscals per persona era de 15.580 €.

### Activitats econòmiques
Dels 6 establiments que hi havia el 2007, 1 era d'una empresa extractiva, 3 d'empreses de construcció, 1 d'una empresa de comerç i reparació d'automòbils i 1 d'una empresa de serveis.
Els 2 serveis als particulars que hi havia el 2009 eren fusteries.
L'any 2000 a Le Mesnil-Villeman hi havia 31 explotacions agrícoles que ocupaven un total de 810 hectàrees.

## Poblacions més properes
El següent diagrama mostra les poblacions més properes.